# Batalla de Nasiriya
La batalla de Nasiriya fue un enfrentamiento militar entre el 23 y 29 de marzo de 2003 durante la invasión de Irak, se enfrentaron las fuerzas estadounidenses a fuerzas iraquíes atrincheradas en la ciudad, que era un objetivo importante ya que se trataba de un punto de comunicaciones clave del centro del país.

## La unidad emboscada
El 23 de marzo a las 6:30, una unidad de mantenimiento de la III División estadounidense entra por error en la ciudad tras pasarse un cruce entre la carreteras 7 y 8. Para cuando notan su error ya están en el medio de una ciudad con 500 soldados iraquíes. Algunas unidades blindadas logran escapar al sur de la ciudad pero otras quedan atrapadas en medio de la ciudad en varios blindados ligeros ya inservibles, entre 15 y 20 soldados.

## El rescate
A las 8:00 el primer batallón de la II División al mando del teniente coronel Greg Rabuski encontró un grupo de supervivientes a 5 kilómetros al sur de la ciudad, tras avanzar un kilómetro, sus tanques fueron atacados. El batallón se divide en 4 compañías, la Charlie, la Alfa, la Bravo y la de blindados. Su misión es tomar el puente que cruza el canal Saddam en la carretera 7 al norte de la ciudad, y primero había que cruzarla.
Alfa toma el puente que cruza el río Éufrates para que Charlie y Bravo crucen y rodeen la ciudad llegando al canal y la Charlie lo cruza a las 12:30, mientras la de tanques permanece al otro lado del río. A las 11:00 Bravo y Alfa entraron en la ciudad, los iraquíes luchan desde sus edificios. Una hora después los 300 soldados y 11 blindados de Alfa quedan atrapados en el medio de la ciudad. Se cortan las comunicaciones entre las compañías, a las 13:00 la Alfa pide apoyo aéreo y dos A-10 confundieron a la Charlie con el enemigo, bombardeándolos y de los 300 soldados y 6 blindados, resultaron muertos 18, 24 fueron heridos y 2 blindados destruidos.

## Toma de la ciudad
Los supervivientes partieron al sur y cruzan la ciudad siendo rodeados, debiendo ser rescatados por 2 Abrahms tras varias horas de combates. En los días posteriores los estadounidenses tomaron la ciudad a un costo de 32 muertos propios y cientos de bajas iraquíes.